# Cooking Papa
Cooking Papa (クッキングパパ,?  Kukkingu Papa) es una serie de manga escrito e ilustrado por Tochi Ueyama. La serie ha sido serializado en la  revista seinen Weekly Morning de la editorial Kodansha desde 1984.  Kodansha recoge los capítulos en volúmenes (tankōbon); el primero que se publicó el 18 de enero de 1986, con 148 volúmenes totales es la quinta serie de manga más larga por el número de volúmenes. Las recetas completas de los platos aparecen al final  en cada capítulo. La historia gira en torno a un asalariado que puede cocinar bien.
La serie ha sido adaptada en una serie de anime de 151 episodios con el mismo nombre por Eiken y dirigida por Toshitaka Tsunoda. La serie de anime fue transmitida originalmente en Japón por TV Asahi entre abril de 1992 y mayo de 1995,  y también ha sido emitido en Taiwán, Hong Kong y Tailandia.  Una adaptación dramática de televisión de acción real se estrenó Fuji TV el 29 de agosto de 2008.
En 2015, ha sido condecorado con el premio "Especial" en los Kodansha Manga Award por su vigencia en la revista Morning por más de 30 años.